# لودویکوو (شهرستان بیاووبژگی)
لودویکوو (به لاتین: Ludwików) یک روستا در لهستان است که در گمینا رازانوو (شهرستان بیاووبژگی) واقع شده‌است.